# خورشیدگرفتگی ۲۹ مارس ۱۹۸۷
خورشیدگرفتگی ۲۹ مارس ۱۹۸۷ (به انگلیسی: Solar eclipse of March 29, 1987) یک خورشیدگرفتگی از نوع خورشیدگرفتگی دوگانه است. این خورشیدگرفتگی در تاریخ ۲۹ مارس ۱۹۸۷ میلادی (‎۹ فروردین ۱۳۶۶ خورشیدی) روی داد که زمان اوج آن، ساعت ۱۲:۴۹:۴۷ به‌وقت ساعت هماهنگ جهانی بوده‌است. مدت زمان و طول این خورشیدگرفتگی ۰ دقیقه و ۴۲ ثانیه بود.